# Grágás
El código Grágás (del ganso gris, también Lögréttuþáttur) es una colección de leyes del periodo de la Mancomunidad Islandesa y consiste en leyes civiles y leyes de regulación de la iglesia cristiana islandesa. Antes del establecimiento del código Grágás el encargado de memorizar y recitar todas las leyes de Islandia era el Lögsögumaður en el parlamento nacional islandés, el Alþingi, durante un periodo de tres años. En 1117 se decidió en el Alþingi que todas las leyes debían ser escritas. Se recopilaron durante ese invierno por Bergþór Hrafnsson, en la hacienda de Hafliði Másson, unos 130 códices, fragmentos y diversas copias que se publicaron al año siguiente. Por lo tanto no era un códice uniforme, sino una compilación de regulaciones que individualmente se podía usar e interpretar para aventajar una posición o desaventajar a terceros.
Existen dos copias de Grágás:
- Konungsbók (o Libro del Rey, ca. 1260), titulado así porque una copia se conserva en la Biblioteca Real de Dinamarca.
- Staðarhólsbók (ca. 1280), su nombre hace referencia al lugar, una granja, donde fue encontrado en el siglo XVI.

## Contenido

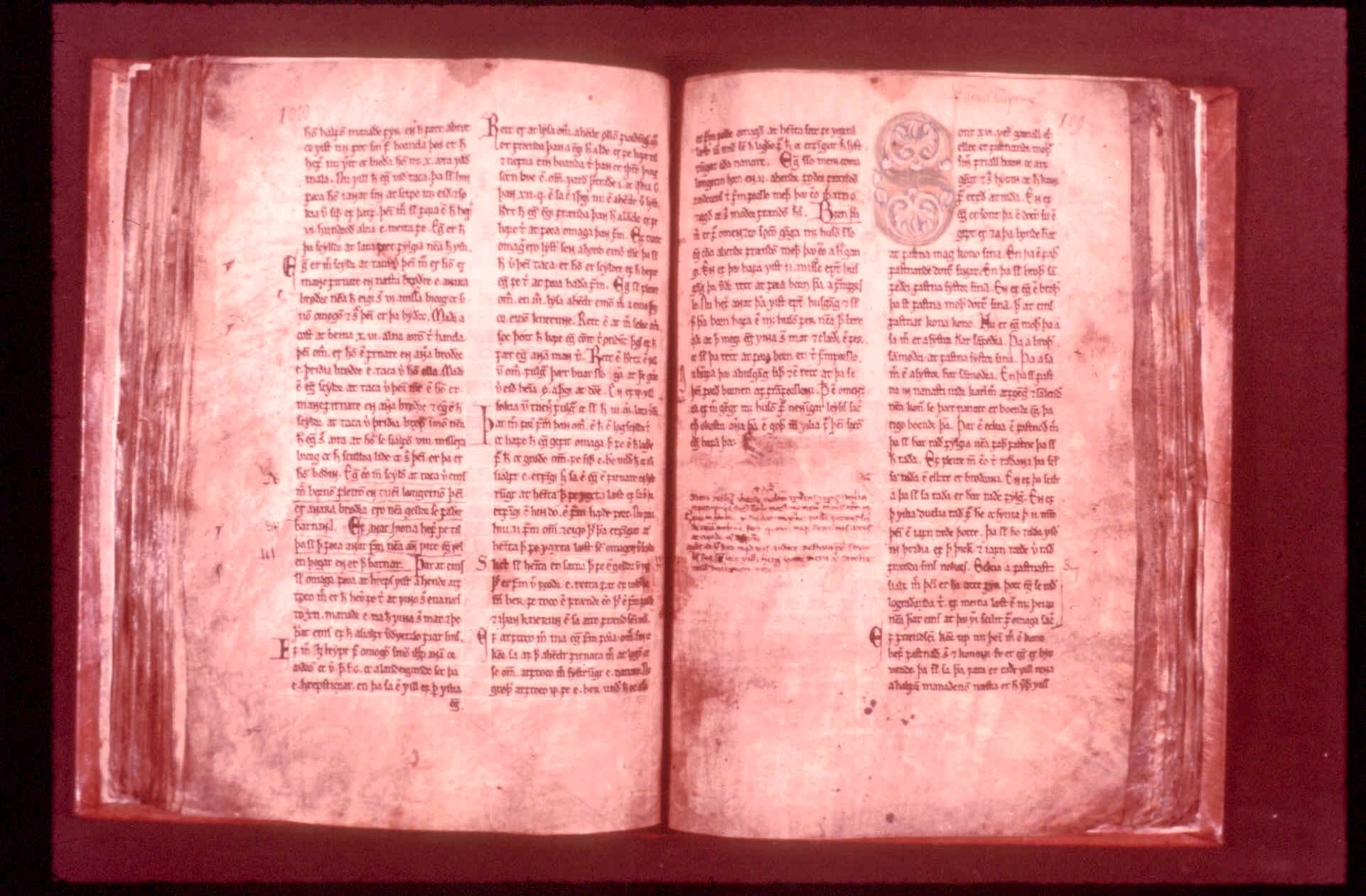
Konungsbók.

Básicamente Grágás ofrece información básica  sobre los dos núcleos importantes de la sociedad de terratenientes islandeses: los goði y los bóndi y sus responsabilidades para con el orden social y judicial. Entre otros temas importantes detalla la composición y función del órgano legislativo del Althing: el Lögrétta; la opción de cualquier individuo a presentar leyes en la Roca de la Ley (lögberg); los diferentes tipos de tribunales y la «Quinta Corte» (o tribunal superior de apelaciones); regulaciones sobre la esclavitud; leyes exclusivas para el culto cristiano y sus instituciones (también llamadas Kristinréttr forni o «viejas leyes cristianas»); las funciones del Lögsögumaður; la lista de compensaciones (Baugatal); regulaciones sobre el derecho a montar a caballo (Um hross reiðir); y también, aunque no hay una sección particular, resalta el papel de la mujer, sus derechos, matrimonio y el trato hacia ellas. A resaltar la diferencia entre asesinato premeditado (Morð), acto vergonzoso y punible, y homicidio (Víg) que estaba amparado y regulado en una sección particular (Víglóði), pues la ley ofrecía el derecho de venganza (equiparable a la vendetta, defender la persona y el honor dentro de unos límites), aunque sigue sin esclarecer si era una práctica popular.
Estas leyes permanecieron en vigor hasta 1271-1273 cuando se adoptó la legislación Járnsíða (flanco de hierro), basada en la legislación noruega.
El término ganso gris se acuñó en el siglo XVI y puede referirse a lo siguiente:
- A que las leyes fueran escritas con una pluma de ganso.
- A que las leyes estuvieran escritas sobre pieles de ganso, o
- A la antigüedad de estas leyes, ya que se creía que los gansos vivían mucho más que otras aves.